# Mu Mensae
Mu Mensae (14 Mensae) é uma estrela na direção da constelação de Mensa. Possui uma ascensão reta de 04h 43m 03.95s e uma declinação de −70° 55′ 52.0″. Sua magnitude aparente é igual a 5.53. Considerando sua distância de 483 anos-luz em relação à Terra, sua magnitude absoluta é igual a −0.32. Pertence à classe espectral B9IV.